# Киан, Азаде
Азаде Киан (род. 1958) — ирано-французская учёная, профессор социологии, директор департамента социальных наук и директор Центра гендерных и феминистских исследований Парижского университета. Она включена в список 100 женщин Би-би-си.

## Биография
С 1987 по 1990 год Киан преподавала политическую социологию в Калифорнийском университете в Лос-Анджелесе. В 1995 году она поступила на факультет Университета Париж III, а затем Университета Париж VIII Сен-Дени. Она эксперт по исследованиям Ирана и Магриба, а также научная сотрудница иранской лаборатории Национального центра научных исследований. Среди её известных работ — Avoir vingt ans en Iran (Alternatives, 1999), Les femmes iraniennes entre islam État et famille (Maisonneuve & Larose, 2002) и La République islamique d’Iran. : de la maison du Guide à la raison d'État (Michalon, 2005). В 1996 году она опубликовала статью Des femmes iraniennes contre le clergé: islamistes et laiques pour la Premier fois unies в Le Monde Diplomatique, а в 2010 году — статью «Исламский феминизм в Иране: новая форма подчинения или появление агентности?» (Islamic Feminism in Iran: A New Form of Subjugation or the Emergence of Agency?) в журнале Critique internationale. В своих работах она критически относится к шариату в мусульманских странах и видит в них угрозу равноправию женщин.
Servizio d’informatione religiosa (SIR) назвал её «самой слушаемой женщиной иранской диаспоры».

## Активизм
Она входит в число женщин иранской диаспоры, к которым чаще всего в мире обращаются за комментариями о социальных и политических изменениях в её родной стране.
Она описала Смерть Махсы Амини как поворотный момент, после которого гражданское общество открыто противостоит иранской власти («Что беспрецедентно в этих протестах, так это то, что женщины возглавляют перемены»). В октябре 2022 года Азаде выступила как приглашённая гостья в Европарламенте после встречи с председателем Европарламента Робертой Метсола. Она говорила в Les Echos Belgium о талибанизации власти в Иране. В ноябре 2022 года она заявила, что кризис в Иране — это революция, направленная на смену режима, а не просто протест гражданского общества.

## Публикации
- Thiébaut, Azadeh. Secularization of Iran: a Doomed Failure? The New Middle Class and the Making of Modern Iran (Travaux et memoires de l’Institut d’Etudes iraniennes). Leuven: Peeters Publishers, 1998. ISBN 9042900326
- Thiébaut, Azadeh. Les femmes iraniennes entre islam, Etat et famille. Paris: Maisonneuve et Larose, 2002. ISBN 2706816147
- Eshraghi, Isabelle, Azadeh Thiébaut Thiébaut, and Seyyed E. Nabavi. Avoir 20 ans à Téhéran. Paris: Ed. Alternatives, 1999. ISBN 2862271942